# Pasta Hương vị tình yêu
Pasta Hương vị tình yêu (tiếng Hàn: 파스타) là một bộ phim truyền hình Hàn Quốc ra mắt khán giả vào năm 2010 với sự tham gia của dàn diễn viên: Gong Hyo-jin, Lee Sun-kyun, Lee Ha-nee và Alex Chu. Phim chiếu trên đài MBC từ ngày 4 tháng 1 đến 9 tháng 3 năm 2010 vào mỗi tối thứ 2 và 3 lúc 21:55, phim gồm 20 tập. Tại Việt Nam, bộ phim được TVM Corp. mua bản quyền và phát sóng trên kênh HTV3.

## Phân vai phụ
- Lee Hyung-chul vai Geum Seok-ho
- Lee Sung-min vai Seol Joon-seok
- Choi Jae-hwan vai Jung Eun-soo
- Choi Jin-hyuk (credited as Kim Tae-ho) vai Sunwoo Deok
- Noh Min-woo vai Philip
- Hyun Woo vai Lee Ji-hoon[4]
- Jo Sang-gi vai Jung Ho-nam
- Baek Bong-ki vai Min Seung-jae
- Heo Tae-hee vai Han Sang-shik
- Ha Jae-sook vai Lee Hee-joo
- Jung Da-hye vai Park Mi-hee
- Son Seong-yoon vai Park Chan-hee
- Choi Min-sung vai Ne-mo
- Byun Jung-soo vai Kim Kang
- Jang Yong vai Seo Jong-goo
- Kim Dong-hee vai Seo Yoo-shik
- Yoon Yong-hyun vai Gwang-tae

## Rating
| Ngày       | Tập        | Toàn quốc  | Seoul       |
| ---------- | ---------- | ---------- | ----------- |
| 4-1-2010   | 1          | 12.2% (13) | 13.4% (9)   |
| 5-1-2010   | 2          | 11.9% (12) | 12.9% (10)  |
| 11-1-2010  | 3          | 11.9% (14) | 13.2% (9)   |
| 12-1-2010  | 4          | 12.7% (11) | 14.5% (9)   |
| 18-1-2010  | 5          | 10.9% (16) | 12.2% (12)  |
| 19-1-2010  | 6          | 13.5% (10) | 15.4% (8)   |
| 25-1-2010  | 7          | 13.0% (11) | 15.0% (8)   |
| 26-1-2010  | 8          | 14.9% (9)  | 17.0% (7)   |
| 1-2-2010   | 9          | 14.3% (11) | 16.4% (11)  |
| 2-2-2010   | 10         | 15.7% (7)  | 18.2% (5)   |
| 8-2-2010   | 11         | 15.3% (6)  | 17.3% (5)   |
| 9-2-2010   | 12         | 16.2% (7)  | 17.9% (5)   |
| 15-2-2010  | 13         | 14.7% (6)  | 15.8% (5)   |
| 16-2-2010  | 14         | 16.3% (5)  | 18.3% (5)   |
| 22-2-2010  | 15         | 14.7% (7)  | 16.0% (6)   |
| 23-3-2010  | 16         | 16.3% (6)  | 18.3% (3rd) |
| 1-3-2010   | 17         | 19.7% (3)  | 21.6% (2)   |
| 2-3-2010   | 18         | 19.0% (3)  | 20.5% (2)   |
| 8-3-2010   | 19         | 19.9% (1)  | 22.3% (1)   |
| 9-3-2010   | 20         | 21.5% (1)  | 24.2% (1)   |
| Trung bình | Trung bình | 15.2%      | 17.0%       |

Nguồn: TNS Media Korea

## Giải thưởng và đề cử
| Năm  | Giải             | Thể loại                      | Người nhận                   | Kết quả   |
| ---- | ---------------- | ----------------------------- | ---------------------------- | --------- |
| 2010 | CETV Awards      | Top 10 Asian Stars            | Gong Hyo-jin                 | Đoạt giải |
| 2010 | CETV Awards      | Top 10 Asian Stars            | Lee Sun-kyun                 | Đoạt giải |
| 2010 | MBC Drama Awards | Best Couple Award             | Lee Sun-kyun và Gong Hyo-jin | Đoạt giải |
| 2010 | MBC Drama Awards | Best New Actor                | Alex Chu                     | Đề cử     |
| 2010 | MBC Drama Awards | Top Excellence Award, Actor   | Lee Sun-kyun                 | Đề cử     |
| 2010 | MBC Drama Awards | Top Excellence Award, Actress | Gong Hyo-jin                 | Đoạt giải |